# Покровский, Владимир Павлович
Влади́мир Па́влович Покро́вский (1918—1998) — советский лётчик-ас истребительной авиации  ВМФ в годы Великой Отечественной войны, Герой Советского Союза (24.07.1943). Гвардии подполковник (4.03.1949). 

## Биография

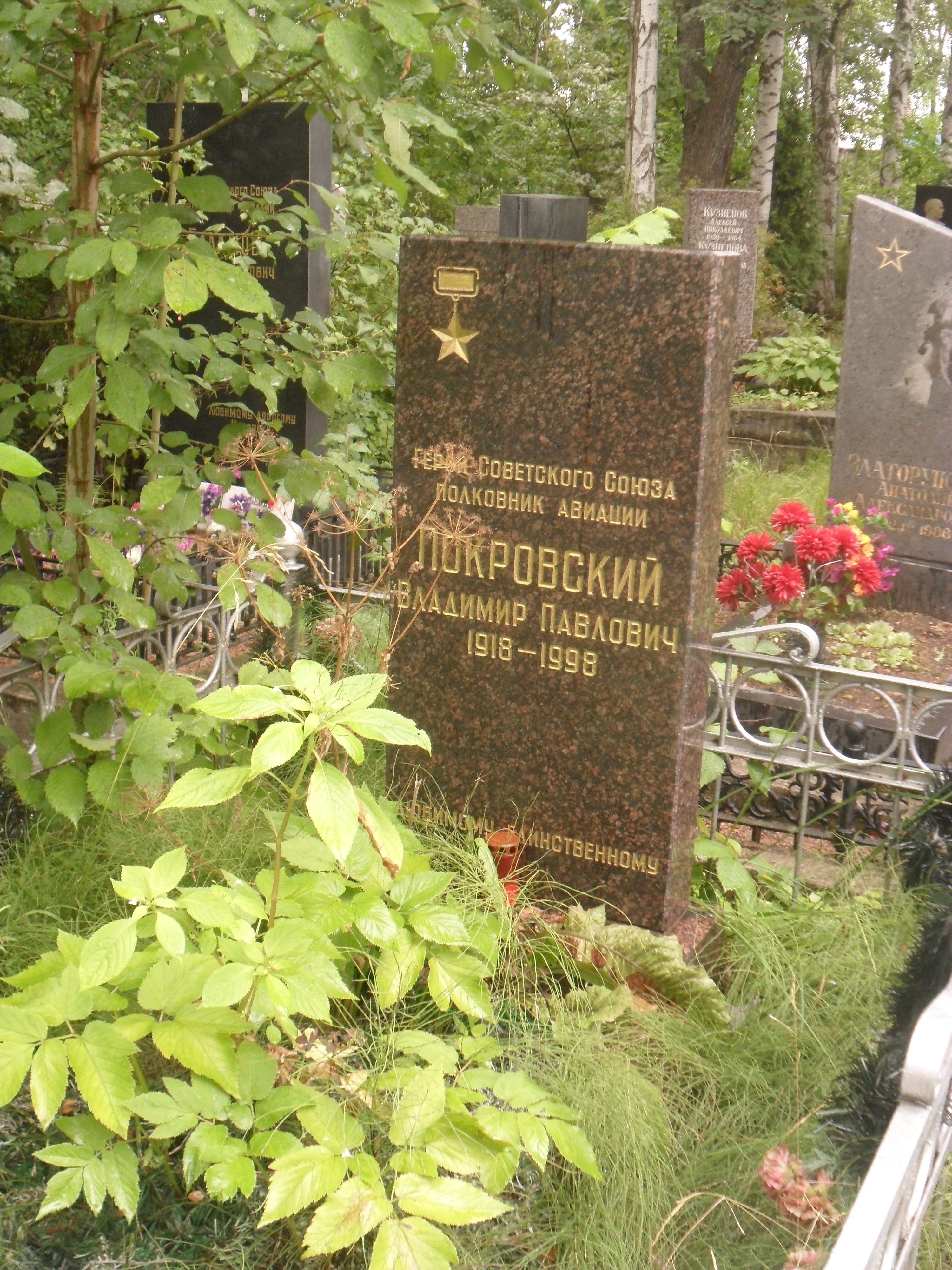
Могила В. П. Покровского на Серафимовском кладбище Санкт-Петербурга.

Родился 22 июля 1918 года в деревне Слобода (ныне — Дзержинский район Калужской области). Окончил восемь классов средней школы, Ленинградский морской техникум в 1937 году. 
В августе 1937 года был призван на службу в Рабоче-крестьянскую Красную Армию. В 1940 году окончил Военно-морское авиационное училище имени Сталина в Ейске. В декабре 1940 года прибыл в распоряжении Военного совета ВВС Северного флота и только в мае 1941 года получил назначение пилотом в 72-й смешанный авиационный полк ВВС Северного флота.
В Великой Отечественной войне участвовал с 22 июня 1941 года. В первые месяцы войны сражался в составе этого полка на истребителях «И-153» и «И-16». Один из лучших учеников знаменитого заполярного аса Бориса Сафронова, во многих боевых вылетах летал в его группе. Боевой счёт открыл при отражении налёта люфтваффе на Мурманск 9 августа 1941 года, когда восьмёрка советских истребителей сбила 5 немецких самолётов и они были зачтены как групповые победы всем участвовавшим в бою лётчикам.
С октября 1941 года был командиром звена в 78-м истребительном авиационном полку ВВС ВМФ. В апреле 1942 года стал заместителем командира эскадрильи во 2-м гвардейском истребительном авиационном полку ВВС Северного флота (но в ноябре 1942 года понижен в должности до командира звена). Освоил ленд-лизовские истребители «Харрикейн», «Киттихаук» и «Аэрокобра». 
Вместе с П. И. Орловым участвовал в воздушном бою 30 мая 1942 года по защите с воздуха союзного конвоя PQ-16, из которого не вернулся их легендарный командир Б. Ф. Сафонов.
К маю 1943 года командир звена 2-го гвардейского истребительного авиаполка 6-й истребительной авиабригады ВВС Северного флота гвардии капитан Владимир Покровский совершил 265 боевых вылетов, принял участие в 30 воздушных боях, сбив 10 вражеских самолётов лично и ещё 6 — в составе группы. Был ранен в апреле 1942 года, а в декабре сбит и спустился на парашюте в Кольский залив, но был спасён. За эти подвиги представлен к званию Героя.
Указом Президиума Верховного Совета СССР от 24 июля 1943 года за «образцовое выполнение боевых заданий Командования на фронте борьбы с немецкими захватчиками и проявленные при этом отвагу и геройство» гвардии капитану Владимиру Павловичу Покровскому присвоено звание Героя Советского Союза с вручением ордена Ленина и медали «Золотая Звезда» за номером 1736.
К маю 1943 года совершил 350 боевых вылетов, провёл 60 воздушных боёв, лично сбил 11 самолётов и 7 в группе. 
В мае 1943 года был отозван с фронта и служил командиром эскадрильи на курсах командиров звеньев ВВС ВМФ. С октября 1943 — на Высших офицерских курсах ВВС ВМФ СССР в Моздоке, где до конца войны  был командиром учебной эскадрильи и начальником учебного аэродрома курсов в станице Екатериноградская.
После окончания войны продолжил службу в ВМФ СССР. В июле 1945 года окончил двухмесячные Курсы старших офицеров ВВС ВМФ и направлен в распоряжении командующего ВВС Черноморского флота. На этом флоте отслужил несколько последующих лет: с декабря 1945 года — командир эскадрильи 25-го истребительного авиационного полка ВВС ЧФ, с февраля 1946 по ноябрь 1949 года — командир эскадрильи 30-го разведывательного авиационного полка ВВС ЧФ. В ноябре 1949 года направлен на учёбу. В 1954 году окончил Военно-воздушную академию, после чего направлен в ВВС Тихоокеанского флота. Там с мая 1954 года командовал 34-м истребительным авиационным полком ВВС ТОФ (полк дислоцировался в Приморском крае), с сентября 1954 года — 41-м истребительным авиационным полком ВВС ТОФ, с декабря 1954 года — 58-м истребительным авиационным полком ВВС ТОФ. С марта 1956 года находился в распоряжении командующего ТОФ, с июня 1956 года исполнял должность командира 58-го истребительного авиаполка. В октябре 1956 года подполковник В. П. Покровский уволен в запас. 
Проживал в Ленинграде (с 1991 — Санкт-Петербурге). Скончался 22 марта 1998 года, похоронен на Серафимовском кладбище Санкт-Петербурга (Коммунистическая площадка).

## Награды
- Медаль «Золотая Звезда» Героя Советского Союза (24 июля 1943 года)
- Орден Ленина (24.07.1943)
- Два ордена Красного Знамени (16.09.1941, 15.02.1942)
- Орден Отечественной войны 1-й степени (11.03.1985)
- Орден Красной Звезды (20.04.1953)
- Медаль «За боевые заслуги» (6.11.1947)
- Медаль «За оборону Советского Заполярья»
- Ряд других медалей[3]

## Память
- На Аллее Героев — авиаторов Северного флота, открытой 29 октября 1968 года в посёлке Сафоново ЗАТО г. Североморск установлен бюст В. П. Покровского[3].